# Маленькі спокусниці
Маленькі спокусниці (англ. Little Darlings) — американська кінокомедія 1980 року.

## Сюжет
Група дівчат-підлітків приїжджають у літній табір. Дві дівчинки укладають парі, хто перша з них втратить цноту. Всі дівчата в таборі розділяються на дві команди і роблять ставки. Ферріс поклала око на Гері, тренера з плавання, а Енджел вирішила спокусити юного Ренді.

## У ролях
| Актор           | Роль         |
| --------------- | ------------ |
| Татум О'Ніл     | Ферріс       |
| Крісті МакНікол | Енджел       |
| Арманд Ассанте  | Гері         |
| Метт Діллон     | Ренді        |
| Маргарет Блай   | місіс Брідж  |
| Ніколас Костер  | містер Вітні |
| Кріста Ерріксон | Сіндер       |
| Алекса Кенін    | Дана         |
| Еббі Блюстоун   | Чаббі        |
| Синтія Ніксон   | Саншайн      |
| Симона Шатер    | Керротс      |
| Дженн Томпсон   | Пенелопа     |
| Троас Хейс      | Діана        |
| Мері Беттен     | міс Ніколс   |
| Меріанн Гордон  | місіс Вітні  |